# Oink!
Oink! is een computerspel dat werd ontwikkeld en uitgegeven door Activision. Het spel kwam in 1982 uit voor de Atari 2600. De speler gaat over drie biggen en een wolf die hun huisje probeert omver te blazen. De speler bestuurt een voor een de drie biggen. De wolf probeert gaten in het huis te maken om binnen te dringen en de biggen moeten deze zo snel mogelijk dichten. Zodra alle drie de biggen door de wolf zijn gevangen is het spel ten einde. Het perspectief van het spel is in de derde persoon.

## Ontvangst
| Beoordeeld door       | Datum          | Score |
| --------------------- | -------------- | ----- |
| neXGam                | januari 2012   | 79%   |
| Tilt                  | september 1983 | 67%   |
| The Video Game Critic | 14 mei 2001    | 0%    |

## Ports
Het spel maakte onderdeel uit van de Activision Anthology en werd in mei 2010 uitgebracht in de Microsoft's Game Room.